# 朝鲜对囊蕨
朝鲜对囊蕨（学名：Deparia coreana）也称朝鲜介蕨，为蹄盖蕨科对囊蕨属下的一个种。